# Incendio del teatro Iroquois
L'incendio del teatro Iroquois avvenne il 30 dicembre 1903 a Chicago, in Illinois, negli Stati Uniti. È stato l'incendio in un teatro più mortale mai avvenuto, e l'incendio di un singolo edificio con più vittime nella storia degli Stati Uniti, causando almeno 602 morti.

## Il teatro
Il teatro Iroquois si trovava al 24-28 di West Randolph Street, tra State Street e Dearborn Street, a Chicago, Illinois. Il sindacato che finanziò la sua costruzione scelse il luogo appositamente per attirare le donne in gite di un giorno da fuori città che, si pensava, sarebbero state più a loro agio a frequentare un teatro vicino al quartiere dello shopping Loop che era pattugliato dalla polizia. Il teatro aprì il 23 novembre 1903, dopo numerosi ritardi dovuti a disordini sindacali e, secondo uno scrittore, l'inspiegabile incapacità dell'architetto Benjamin Marshall di completare i disegni richiesti in tempo. All'apertura il teatro venne lodato dai critici teatrali; Walter K. Hill scrisse sul New York Clipper (un predecessore di Variety) che l'Iroquois era "il più bello ...a Chicago, e giudici competenti affermano che pochi teatri in America possono competere con le sue perfezioni architettoniche ..."
Il teatro aveva una capienza di 1.602 con il pubblico diviso su tre piani. Il piano principale, detto orchestra o parquet, aveva circa 700 posti a sedere sullo stesso livello dell'atrio e della Sala Grand Stair. Il secondo livello, il dress circle o balconata, aveva più di 400 posti a sedere. Il terzo livello, la gallery, aveva circa 500 posti a sedere. C'erano quattro palchi al primo livello e due sopra.
Il teatro aveva un solo ingresso. Un'ampia scalinata che dal parquet portava alla balconata era utilizzata anche per raggiungere la galleria al terzo piano. I progettisti del teatro hanno affermato che ciò consentiva ai clienti di "vedere ed essere visti" indipendentemente dal prezzo dei loro posti. Tuttavia, la scala comune ignorava le ordinanze antincendio di Chicago che richiedevano scale e uscite separate per ogni piano del teatro. Il design si rivelò disastroso: le persone che uscivano dalla galleria incontravano una folla che lasciava il livello della balconata e le persone che scendevano dai livelli superiori incontravano i clienti del parquet nell'atrio. Le aree dietro le quinte erano insolitamente grandi. I camerini erano su cinque livelli ed era disponibile un ascensore per trasportare gli attori fino al livello del palcoscenico. Anche la fly gallery, la zona dove era appesa la scenografia,  era insolitamente grande.
Dopo l'incendio, al teatro venne cambiato nome in Teatro Coloniale e fu riaperto nel 1904. Rimase attivo fino alla demolizione dell'edificio nel 1925. Nel 1926, nello stesso posto fu costruito l'Oriental Theatre. Nel 2019, l'Oriental Theatre è stato ribattezzato Nederlander Theatre.

## Carenze nella gestione del fuoco rilevate prima dell'incendio
Nonostante fosse classificato come "assolutamente ignifugo" in pubblicità e locandine, erano evidenti numerose carenze nella preparazione al reagire ad incendi. Un editore di Fireproof Magazine visitò l'edificio durante la costruzione e notò "l'assenza di una presa d'aria, o pozzo di progetto del palcoscenico; il rinforzo esposto dell'arco del proscenio; la presenza di finiture in legno su ogni parte del teatro e l'inadeguata disposizione delle uscite." Un capitano dei vigili del fuoco di Chicago che fece un giro del teatro in via ufficiosa i giorni prima dell'apertura ufficiale, notò che non c'erano irrigatori, allarmi, telefoni o collegamenti idrici. Il capitano sottolineò le carenze al vigile del fuoco addetto al teatro, ma gli fu detto che non si poteva fare nulla, poiché il vigile del fuoco sarebbe stato semplicemente licenziato se avesse sollevato la questione con il sindacato proprietario del teatro. Quando il capitano riferì la cosa al suo comandante, gli fu nuovamente detto che non si poteva fare nulla, poiché il teatro aveva già un vigile del fuoco.
L'attrezzatura antincendio presente sul posto consisteva in sei estintori "Kilfyre". I Kilfyre erano un tipo di estintori chimici a secco venduti anche per spegnere gli incendi dei camini nelle case residenziali. Consistevano in un tubo di stagno di 5 cm x 61 riempito con circa 3 libbre (1,4 kg) di polvere bianca, prevalentemente bicarbonato di sodio. L'utilizzatore aveva istruzioni di "scagliare con la forza" il contenuto del tubo alla base delle fiamme. L'incendio partì nella parte superiore del palco, quindi il Kilfyre, quando fu attivato, cadde inutilmente a terra.

## L'incendio

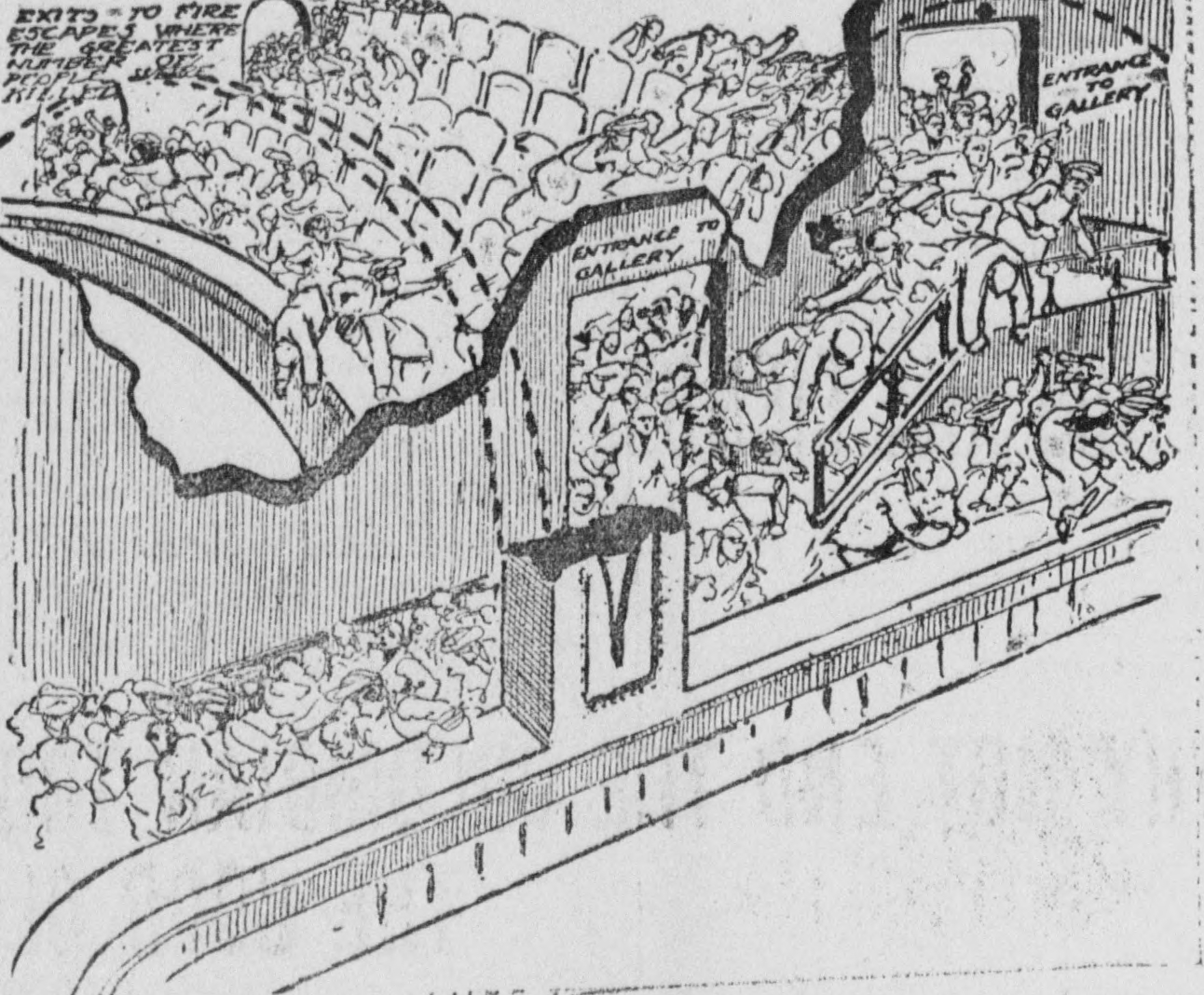
Gli spettatori in preda al panico cercano di fuggire (idea dell'artista)

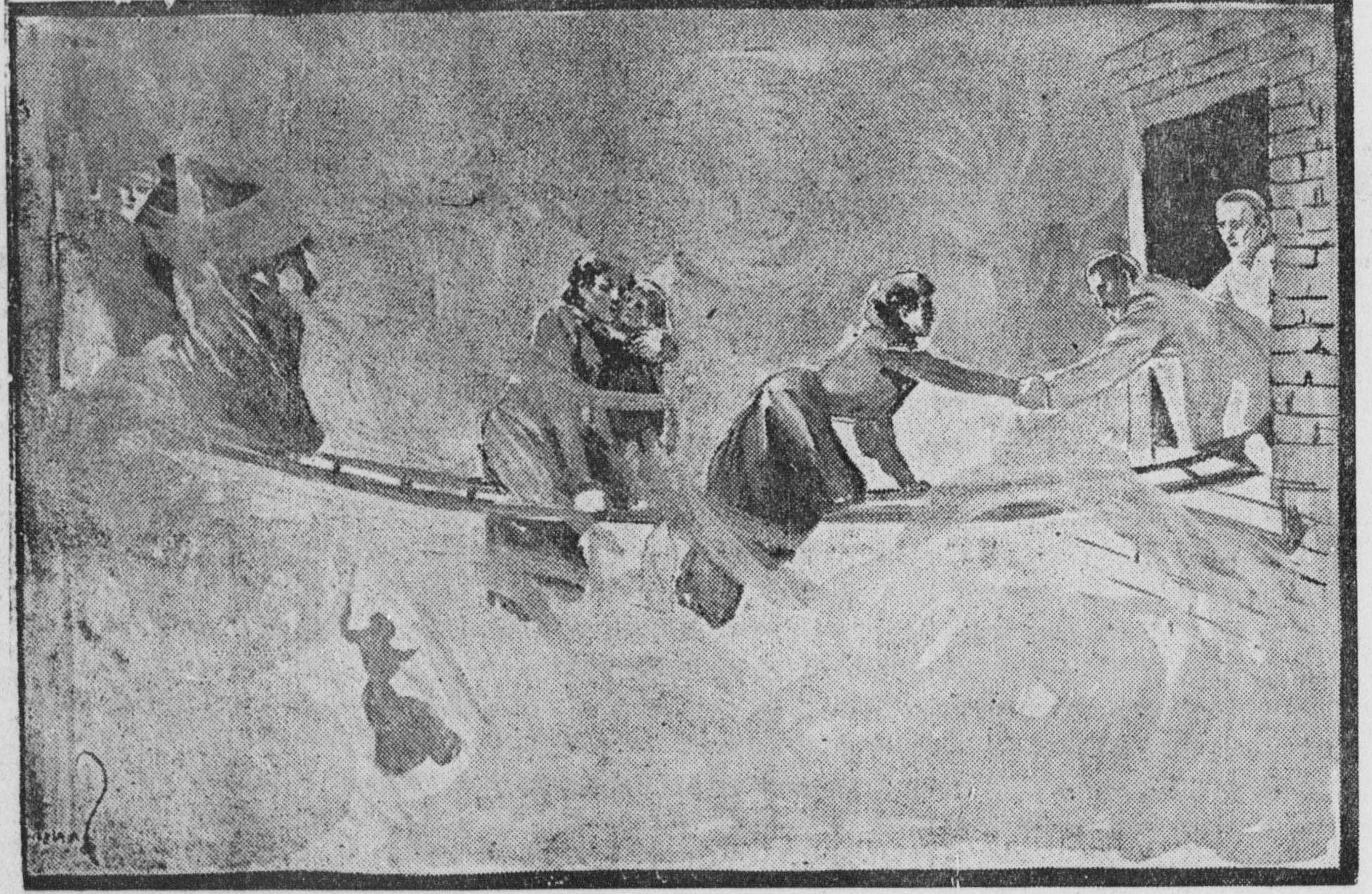
Gli spettatori salgono lungo le scale sopra il vicolo (idea dell'artista)

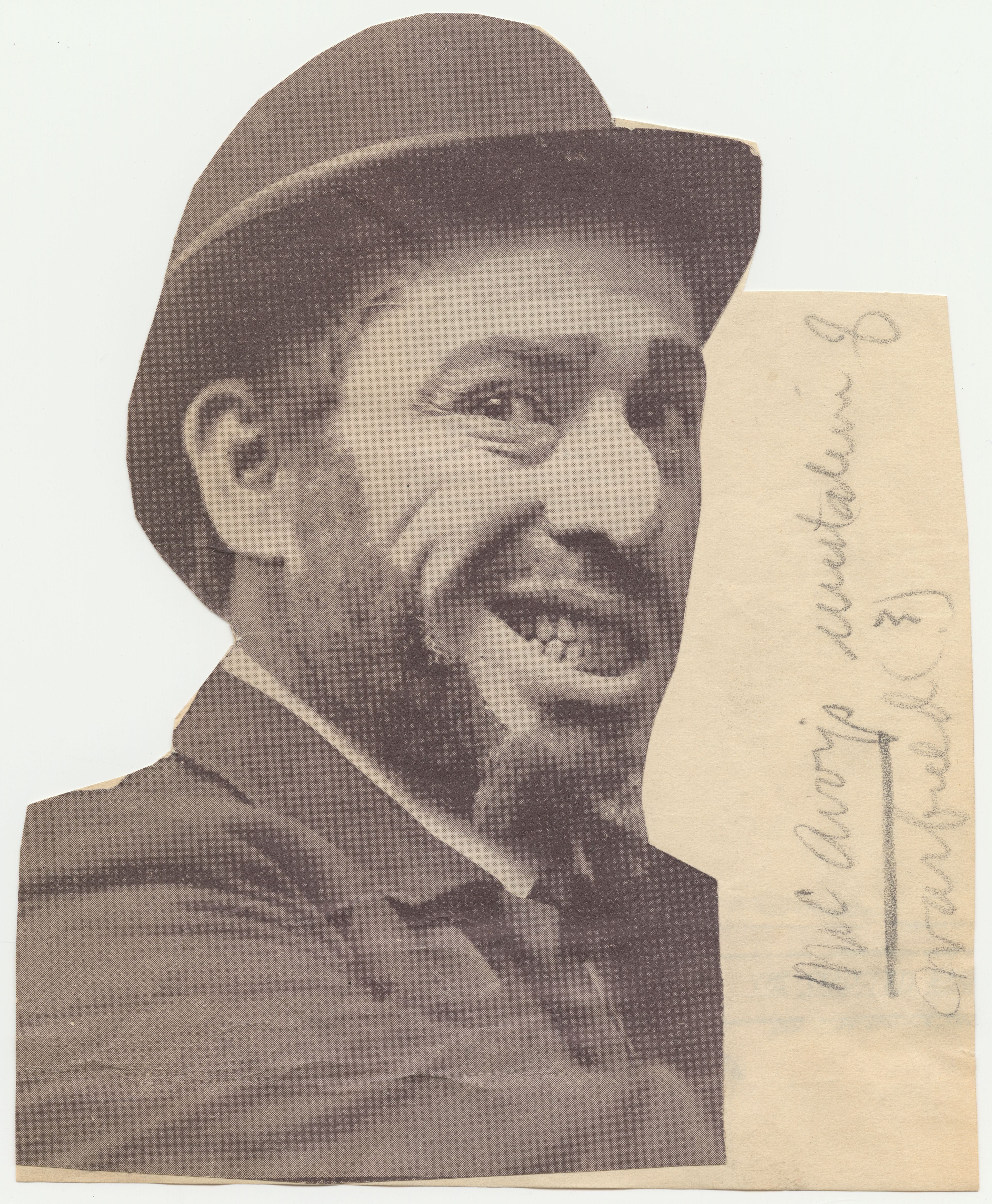
Dan McAvoy, l'attore che interpretò Mr. Blue Beard

Il 30 dicembre 1903, un mercoledì, il teatro presentò una performance del popolare musical di Drury Lane Mr. Blue Beard, che era stato messo in scena dal teatro sin dalla serata di apertura. La commedia, opera burlesque del racconto popolare tradizionale di Barbablù, vedeva Dan McAvoy nei panni di Barbablù e Eddie Foy nei panni di Sister Anne, un ruolo che gli aveva permesso di mostrare le sue abilità fisiche. Anche la ballerina Bonnie Maginn era nel cast come Imer Dasher. La partecipazione dalla serata di apertura era stata deludente; le persone furono allontanate dal maltempo, agitazioni sindacali e altri fattori. Lo spettacolo del 30 dicembre attirò un pubblico molto più vasto. Furono venduti tutti i biglietti per i posti a sedere, più altre centinaia per le aree "in piedi" sul retro del teatro. Molti dei circa 2.100-2.200 avventori che frequentavano la matinée erano bambini. Le aree in piedi erano così affollate che alcuni clienti si sedettero nei corridoi, bloccando le uscite.
Verso le 3:15 del pomeriggio, poco dopo l'inizio del secondo atto, otto uomini e otto donne stavano eseguendo il numero musicale in doppio ottetto In the Pale Moonlight, con il palco illuminato da faretti blu per suggerire una scena notturna. Le scintille di una lampada ad arco diedero fuoco ad una tenda di mussola, probabilmente a causa di un cortocircuito elettrico. Un macchinista cercò di spegnere il fuoco con i contenitori Kilfyre forniti, ma l'incendio si diffuse rapidamente nella fly gallery, la zona dietro la scenografia, dirigendosi verso l'alto, dove c'erano migliaia di metri quadri di materiale di scena altamente infiammabile. Il direttore di scena cercò di abbassare il sipario antinciendio di asbesto, che però si impigliò. I primi rapporti affermarono che venne bloccato dal filo metallico che trasportava uno degli acrobati sul palco, ma indagini successive mostrarono che il sipario era stato fermato da un riflettore che sporgeva sotto l'arco del proscenio. Un chimico che in seguito effettuò dei test del sipario dichiarò che si trattava principalmente di pasta di legno misto ad asbesto e che sarebbe stato "di nessun valore in caso di incendio".
Foy, che in quel momento si stava preparando a salire sul palco, corse fuori e tentò di calmare la folla, assicurandosi prima che il suo giovane figlio fosse affidato alle cure di un macchinista. In seguito scrisse: "Mi colpì, mentre guardavo la folla durante il primo atto, il fatto che non avevo mai visto così tante donne e bambini tra il pubblico. Anche la galleria era piena di madri e bambini." Foy fu considerato come un eroe dopo l'incendio per il suo coraggio nel rimanere sul palco chiedendo al pubblico di non farsi prendere dal panico anche quando grandi pezzi di scenario in fiamme gli caddero intorno.
A quel punto, molti degli spettatori di tutti e tre i livelli stavano tentando di fuggire dal teatro. Alcuni avevano trovato le uscite antincendio nascoste dietro i tendaggi sul lato nord dell'edificio, ma scoprirono di non poter aprire le serrature a bilico. Il proprietario di bar Frank Houseman, ex giocatore di baseball dei Chicago Colts, sfidò un usciere che si era rifiutato di aprire la porta. Riuscì ad aprirla perché la sua ghiacciaia a casa aveva una serratura simile. Houseman dichiarò in seguito che il suo amico Charlie Dexter, che aveva appena lasciato i Boston Beaneaters, era riuscito a forzare la serratura di un'altra porta. Una terza porta fu aperta o con la forza o grazie a un forte colpo d'aria, ma la maggior parte delle altre porte non si poté aprire. Alcuni spettatori andarono nel panico, schiacciando o calpestando gli altri nel disperato tentativo di fuggire dal fuoco. Molti morirono finendo intrappolati in vicoli ciechi o mentre cercavano di aprire quelle che sembravano porte con finestre, ma in realtà erano solo finestre.
Anche i ballerini in scena furono costretti alla fuga, insieme agli artisti nel backstage e nei numerosi camerini. Diversi artisti e macchinisti facilitarono la fuga attraverso l'uscita principale posteriore dell'edificio. Quando la stessa fu aperta, una raffica di vento gelido si precipitò all'interno, alimentando le fiamme con l'aria e facendo sì che il fuoco diventasse sostanzialmente più grande.
Gli spettatori del piano principale uscirono nell'atrio e scapparono dalla porta d'ingresso. Quelli del secondo e terzo livello del teatro che erano scampati alla palla di fuoco che si era creata dopo l'entrata del vento gelido nella struttura, che aveva già ucciso gran parte degli spettatori della galleria incenerendoli dopo un percorso di 50 metri, non riuscirono a raggiungere l'atrio perché le grate di ferro (chiuse durante le esibizioni per impedire agli avventori nei posti più economici di intrufolarsi al piano di sotto ai livelli inferiori più costosi) che sbarravano le scale erano ancora al loro posto. Il maggior numero di morti fu alla base di queste scale, dove centinaia di persone furono calpestate, schiacciate o asfissiate. Gli spettatori che riuscirono a fuggire usando le uscite di emergenza si ritrovarono in uscite antincendio ancora incompiute. Molti si gettarono o caddero dalle scale antincendio ghiacciate morendo sul colpo; i corpi dei primi saltatori interrompevano la caduta di chi li seguiva. Gli studenti della Northwestern University a nord del teatro provarono a ridurre la distanza dal suolo con una scala e poi con delle assi tra i tetti, salvando quei pochi in grado di gestire l'uscita di emergenza improvvisata.
Il teatro non aveva né una cabina di allarme antincendio né un telefono. I vigili del fuoco vennero informati dell'incendio da un macchinista a cui era stato ordinato di correre dal teatro in fiamme alla caserma dei pompieri più vicina. Sulla strada per il teatro, all'incirca alle 15 e 33, un membro dei vigili del fuoco chiamò altri soccorsi. Gli sforzi iniziali si concentrarono sulle persone intrappolate sulle scale antincendio. Il vicolo a nord del teatro, noto come Couch Place, era ghiacciato, stretto e pieno di fumo. Le scale aeree non potevano essere utilizzate nel vicolo e le reti nere, nascoste dal fumo, si rivelarono inutili.
Il Chicago Police Department fu coinvolto quando un agente di pattuglia nel distretto dei teatri vide persone uscire dall'edificio in preda al panico, alcune con vestiti in fiamme. L'ufficiale fece una chiamata da una cabina di polizia in Randolph Street, e la polizia, chiamata dai fischi, arrivò velocemente sul posto per controllare il traffico e aiutare con l'evacuazione. Vennero inoltre chiamate alcune delle trenta poliziotte della città a causa del numero di vittime femminili.

## Conseguenze

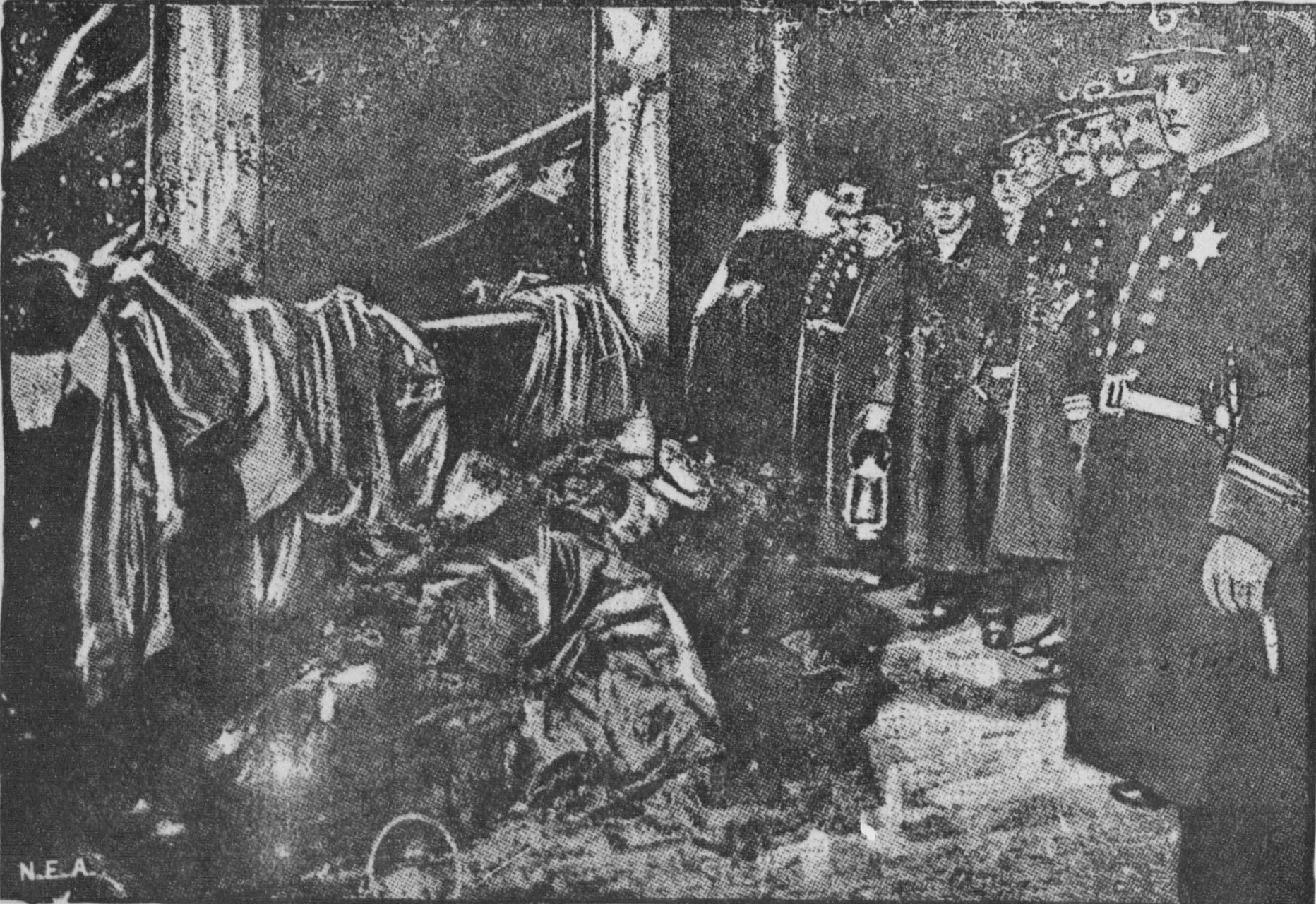
Agenti di polizia a guardia dei corpi delle vittime

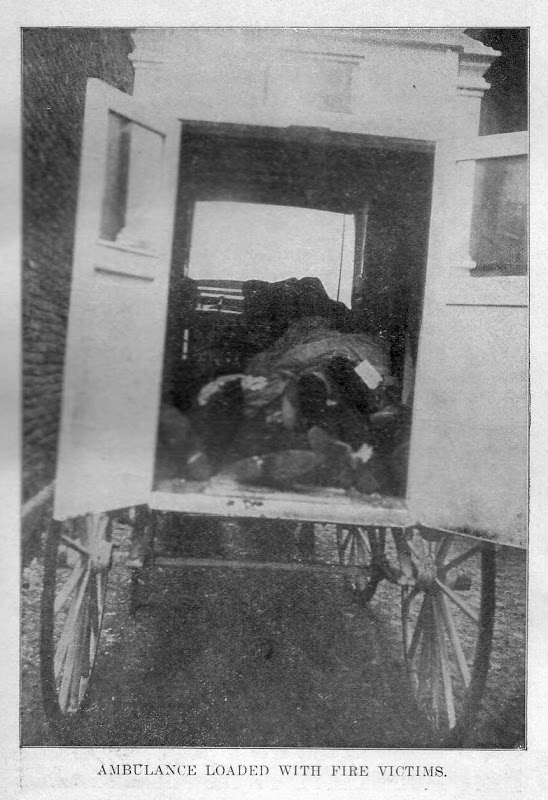
Un'ambulanza trainata da cavalli è piena dei corpi delle vittime

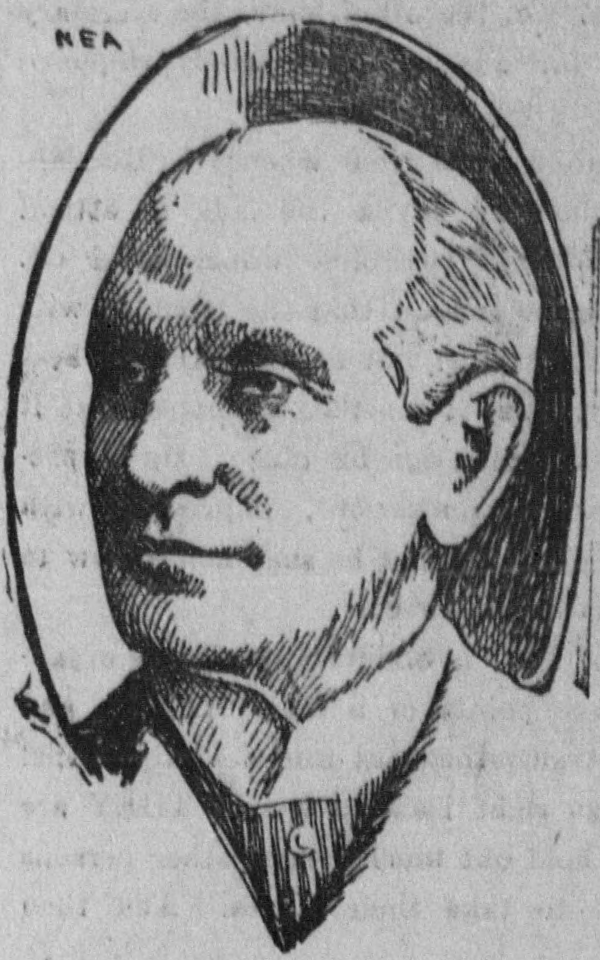
Il direttore del teatro Davis fu arrestato nel gennaio 1904 e accusato di negligenza, ma venne assolto.

In preda al panico e nel tentativo di fuggire dall'edificio in fiamme, molti di quelli intrappolati all'interno tentarono di arrampicarsi su pile di corpi. I cadaveri erano accatastati a oltre tre metri di altezza ad alcune delle uscite bloccate. Le vittime furono asfissiate dal fuoco, dal fumo e dai gas, o furono schiacciate a morte dall'assalto di altri spettatori terrorizzati dietro di loro. Si stima che il giorno dell'incendio siano state uccise 575 persone; almeno altri trenta morirono per lesioni nelle settimane successive. Il grande incendio di Chicago, in confronto, ha ucciso circa 300 persone. Molte delle vittime dell'incendio vennero sepolte nei cimiteri di Montrose, Calvary, Saint Boniface, Mount Greenwood, Mount Hope, Mount Olivet, Oak Woods, Rosehill, Graceland, Forest Home e Waldheim.
Dei circa 300 attori, ballerini e macchinisti, solo cinque persone morirono: l'acrobata (Nellie Reed), un attore di una piccola parte, un usciere e due inservienti. Il ruolo dell'acrobata era di volare come una fata sopra il pubblico su un filo metallico, inondandolo di garofani rosa. Rimase intrappolata sopra il palco mentre aspettava il suo ingresso; durante l'incendio cadde venendo gravemente ferita e morì per ustioni e lesioni interne tre giorni dopo.
A New York alla vigilia di Capodanno, alcuni teatri eliminarono i posti in piedi. Successivamente furono riformati i codici edilizi e antincendio; i teatri vennero chiusi per ammodernamento in tutti gli Stati Uniti e in alcune città d'Europa. Tutte le uscite del teatro dovettero essere chiaramente contrassegnate e le porte configurate in modo tale che, anche se non potevano essere aperte dall'esterno, potevano essere spinte dall'interno.
Dopo l'incendio, fu sostenuto che gli ispettori antincendio fossero stati corrotti con biglietti gratuiti per ignorare le violazioni del codice. Il sindaco Carter Harrison, Jr. ordinò la chiusura di tutti i teatri di Chicago per sei settimane dopo l'incendio. Come risultato per l'indignazione pubblica, molti furono indagati per alcuni crimini, incluso il sindaco Harrison. La maggior parte delle accuse vennero respinte tre anni dopo a causa delle tattiche dilatorie degli avvocati del sindacato e del loro uso di scappatoie e dei vuoti giuridici nelle ordinanze edilizie e di sicurezza della città. Levy Mayer fu l'avvocato difensore del teatro e del suo manager.
L'esterno del teatro Iroquois rimase quasi totalmente intatto. L'edificio fu poi riaperto come Colonial Theater, e demolito nel 1925 per far posto all'Oriental Theater.

## Concause del disastro
I rischi inerenti alle scenografie infiammabili e agli oggetti di scena erano conosciuti anche nel 1903. Due protezioni, un sipario che avrebbe confinato il fuoco nella zona del palco e porte antifumo che avrebbero consentito al fumo e al calore di fuoriuscire dal tetto sopra il palco, venivano utilizzate per aumentare la sicurezza antincendio nei teatri. Questa disposizione creava una pressione negativa; l'area del palco diventava un camino e l'aria fresca e respirabile veniva aspirata attraverso le porte di uscita e portata dove iedeva del pubblico. All'Iroquois, le porte antifumo sopra il palco erano chiuse. Ciò significava che il fumo fuoriusciva dall'edificio attraverso molte delle stesse uscite che le persone stavano cercando di usare per fuggire.
- I lucernari sul tetto del palco, che dovevano aprirsi automaticamente durante un incendio e consentire la fuoriuscita di fumo e calore, erano chiusi.[35]
- Il sipario non era stato testato per molto tempo e si bloccò quando il personale del teatro cercò di abbassarlo.[36]
- Il sipario non era ignifugo. Le tende realizzate con asbesto e intrecciate con filo metallico creano una forte ed efficace barriera contro il fuoco. Il sipario dell'Iroquois non solo non scese, ma risultò debole contro il fuoco. Il chimico Gustave J. Johnson della Western Society of Engineers analizzò un pezzo del materiale del sipario dopo l'incendio: "[Era] in gran parte pasta di legno. Mescolando la pasta con la fibra di asbesto, la vita della tenda viene prolungata, il costo è ridotto, e si può fare a meno della base di filo metallico... Ne risulta una tenda che può essere utilizzata secondo le ordinanze cittadine, ma non ha valore in caso di incendio".[37]

### Uscite di emergenza
- Le uscite di sicurezza aprivano verso l'interno nell'auditorium. La folla premeva contro le porte tenendole chiuse. Oggi le porte di uscita si aprono verso l'esterno, così che le persone che cercano di scappare tenderanno a tenere le porte aperte.
- Non c'erano segnali di uscita. Molte uscite erano nascoste da tendaggi infiammabili e molte erano chiuse a chiave.
- Il personale del teatro non aveva mai avuto un'esercitazione antincendio. Non avevano familiarità con le uscite e alcuni si rifiutavano di aprire le porte di uscita chiuse a chiave.
- Non c'era l'illuminazione di emergenza. Il teatro rimase debolmente illuminato, come durante uno spettacolo.
- Molte delle vie di uscita potevano confondere.[22]
- C'erano diverse porte ornamentali che sembravano uscite ma non lo erano. Duecento persone sono morte in un passaggio che non era un'uscita.
- Le scale antincendio di ferro sulla parete nord hanno provocato almeno 125 morti.

## Memoriale
L'Iroquois Memorial Hospital è stato creato come memoriale per l'incendio. L'ospedale ospitava un memoriale in bassorilievo in bronzo dello scultore Lorado Taft. Il Chicago Tribune descrisse il pennarello il 31 dicembre 1911 come raffigurante "la maternità del mondo che protegge i bambini dell'universo, il corpo di un bambino portato su una lettiga da figure maschili erculee, con una madre in lutto china su di esso". Il monumento in bronzo fu rimosso dall'ospedale Iroquois di Wacker quando l'edificio fu demolito nel 1951. Venne collocato nel municipio fino a quando non è stato installato nella sua posizione attuale, vicino all'ingresso dell'edificio in LaSalle Street, nel 1960. Il memoriale è stato ridedicato il 5 novembre 2010 e una targa descrittiva è stata donata dall'Union League Club of Chicago. Alla dedica hanno partecipato i membri del Chicago City Council, l'Union League Club e la nipote di Taft.
Chicago ha tenuto un servizio commemorativo annuale presso il municipio, fino alla morte degli ultimi sopravvissuti.
Cinque anni dopo l'incendio, Andrew Kircher, fondatore del cimitero di Montrose, eresse un monumento per commemorare la tragedia.

## Sviluppi
L'incendio del teatro Iroquois ha portato all'implementazione diffusa del maniglione antipanico, inventato per la prima volta nel Regno Unito dopo il disastro del Victoria Hall. I dispositivi antipanico sono ora richiesti dalle norme edilizie per gli spazi ad alta densità di persone e sono stati prodotti in serie negli Stati Uniti in seguito all'incendio della società Von Duprin (ora parte di Allegion).
Dopo l'incendio tutte le porte degli edifici pubblici avrebbero dovuto aprirsi nella direzione dell'uscita, ma tale pratica non divenne diffusa a livello nazionale fino all'incendio della scuola di Collinwood del 1908.

## Nella cultura popolare
Nel 2011, la compagnia teatrale Neo-Futurists di Chicago ha prodotto lo spettacolo Burning Bluebeard di Jay Torrence, che racconta la storia dell'incendio dal punto di vista degli interpreti, tra cui Eddie Foy. Lo spettacolo ha ricevuto il plauso della critica ed è stato nominato uno dei "2011 Best of Fringe" dal Chicago Tribune e uno dei "Twelve Outstanding Ensembles of 2011" da Kris Vire di Time Out Chicago. La compagnia teatrale Ruffians ha rimontato la produzione durante il periodo delle vacanze di Natale ogni anno dal 2013, per lo più con il cast originale.